# São Gonçalo dos Campos
São Gonçalo dos Campos – miasto i gmina w Brazylii, w stanie Bahia. Znajduje się w mezoregionie Centro-Norte Baiano i mikroregionie Feira de Santana.